# Флягин, Николай Павлович
Николай Павлович Флягин (13 июня 1921 — 15 ноября 2000) — передовик советской медицины, заведующий сельской амбулаторией Егорьевского района, Московской области, Герой Социалистического Труда (1969).

## Биография
Родился 13 июня 1921 года в деревне Алфёрово Егорьевского уезда Рязанской губернии в русской семье. Завершив обучение в восьми классах сельской школы, поступил учиться в Егорьевскую фельдшерско-акушерскую школу, которую окончил в 1940 году. С 1940 по 1946 годы служил в рядах Красной Армии. Участник Великой Отечественной войны (212-й отдельный пулемётный батальон, 584-я отдельная автотранспортная рота 113-го укреплённого района). Старший лейтенант медицинской службы. С 1945 года член КПСС.
С 1947 года работал заведующим сельской амбулаторией в селе Алфёрово Егорьевского района Московской области. После войны Флягин в обычной избе вёл приём больных, лечил односельчан от различных болезней. Лишь в 1952 году при непосредственном участие Николая Павловича началось строительство нового здания сельской медицинской больницы. Флягин никого не оставлял в беде, иногда пешком или на лошади приходилось преодолевать большие расстояния, чтобы добраться до пациента.
За большие заслуги в области охраны здоровья советского народа Указом Президиума Верховного Совета СССР от 4 февраля 1969 года Николаю Павловичу Флягину было присвоено звание Героя Социалистического Труда с вручением ордена Ленина и золотой медали «Серп и Молот».
В дальнейшем продолжал трудовую деятельность фельдшером. С 1976 года находился на пенсии.
Проживал в селе Алфёрово Егорьевского района Московской области. Умер 15 ноября 2000 года.

## Награды
За трудовые и боевые успехи удостоен:
- золотая звезда «Серп и Молот» (04.02.1969),
- орден Ленина (04.02.1969),
- Орден Отечественной войны II степени (11.03.1985),
- Медаль «За трудовую доблесть»,
- Медаль «За победу над Японией»,
- другие медали.